# Biennale di Venezia 2003
Die 50. Biennale di Venezia fand vom 15. Juni bis 2. November 2003 statt und stand unter dem Hauptthema „Träume und Konflikte – Die Diktatur des Betrachters“. Unter der künstlerischen Leitung von dem in Florenz geborenen und in den USA lebenden Francesco Bonami beinhaltete die Ausstellung zehn Teilausstellungen im Arsenale und in den Giardini. Die Teilausstellungen wurden von unterschiedlichen Kuratoren erdacht und konzipiert, darunter zwei Ausstellungen von Bonami selbst. Die Biennale sollte eigentlich an die Documenta 11 von Okwui Enwezor anknüpfen und ebenso als richtungweisend gelten. Francesco Bonami wollte das angestaubte Image der vorangegangenen Biennalen loswerden, indem er einen Generationenwechsel ins neue Jahrtausend ankündigte.
Die Biennale di Venezia 2003 ist eine von mittlerweile 54 Kunstbiennalen, internationale Kunstausstellungen (Stand 2014), die seit 1895 alle zwei Jahre in Venedig stattfinden.

## Italienischer Pavillon: „Delays and Revolutions“
Mit dem Thema und dem Titel: „Delays and Revolutions“, auf Deutsch Verzögerungen und Revolutionen schreibt im Katalog Daniel Birnbaum, neben Francesco Bonami mitverantwortlich für diese Ausstellung: „Zu früh, zu spät. Die Zeitlichkeit der Kunst ist nie linear. Sie ist gekennzeichnet durch Wiederholung und Synkopierung, Umwege und Verzögerungen.“ Die Ausstellung findet dafür schöne Belege, aber sie zielt auch manchmal völlig daneben. Eines der Werke die dem Thema besonders gut entsprachen und sich dem Kontext der Ausstellung völlig unterwarfen war die Videoinstallation mit dem Titel: „Opposing Mirrors“ von Dan Graham. Ein weiteres wichtiges Merkmal der Ausstellung war das Schriftstück mit dem Werktitel: „L'immagine non riporta la didascalia“, von dem italienischen Künstler Massimo Grimaldi an der Außenwand des Hauptpavillon. Der Textliche Inhalt des Kunstwerks beginnt mit den Sätzen „Kunst überlebt als Karikatur. Ihr Charme liegt in ihrer Bedeutungslosigkeit.“ Und endet damit: „Kunst handelt nicht von der menschlichen Ausdrucksmöglichkeit, sondern von deren Konditionierung.“
Künstler: Maurizio Cattelan, Massimo Grimaldi, Sam Durant, David Hammons, Lucy McKenzie, Carmit Gil, Rivane Neuenschwander, Thomas Bayrle, Cady Noland, Felix Gmelin, Juan Pedro Fabra, Efrat Shvly, Jennifer Pastor, Dan Graham, Damien Hirst, Sarah Lucas, Johnas Dahlberg, Rudolf Stingl, Kevin Hanley, Din Q. Le, Ceal Floyer, Shirana Shabazi, Piotr Janas, Glenn Brown, David Roth, Aaron Fendt, Carol Rama, Matthew Barney, Carsten Höller, Peter Fischli und David Weiss, Kerry James Marshall, Ian Kiar, Amit Goren, Tobias Rehberger, Giuseppe Gabellone, Tacita Dean, Charles Ray, Berlinde De Bruyckere, Ellen Gallagher, Gabriel Orozco, Helen Mirra, Richard Prince, Rirkrit Tiravanija, Andy Warhol, Robert Gober

## Giardini

### Ausstellungsthema „The Zone“, kuratiert von Francesco Bonami
Künstler: Micol Assael, Patrick Tuttofuoco, Gruppo A 12, Diego Perrone, Anna de Manincor, Alessandra Ariatti

## Arsenale

### Ausstellungsthema „Clandestine“, kuratiert von Francesco Bonami
Die Ausstellung konnte nicht durch den gewohnten Haupteingang betreten werden, die Besucher der Arsenale wurden durch einen Nebeneingang in die Ausstellungsräume geführt. Die Gründe für einen derartigen Umweg lassen sich nur erahnen. Eines der ersten Werke dieser Teilausstellung war der Schriftzug von Sam Durant mit dem Text, „See you next August in Chicago“. Einen direkten Bezug zu den weiteren Einzelwerken, die sich in nahezu abgeschlossenen Räumlichkeiten präsentieren ist nicht unbedingt gegeben. Auf einen zentralen Höhepunkt wurde verzichtet und es entsteht der Eindruck der Kontext dieser Ausstellung verteilt sich ganz bewusst auf die gezeigten Einzelwerke. Die interaktive Videoinstallation mit dem Werktitel: „Villar“ von Eva Koch kann sich durch die zusätzlich eingezogenen Wände in weiteren Räumen gut entfalten und zeigt in unterschiedlichen Perspektiven die Familiengeschichte von Cristobalina, welche sich über große Teile Europas erstreckt und in einer gemeinschaftlich europäischen Dramaturgie endet. Das „heimlich verborgene“, (Clandestine) der Ausstellung bezieht sich sicherlich auf die große Anzahl versteckter Werke in absichtlich verschachtelten Räumen, die einen wesentlichen Aspekt dieser Teilausstellung boten.
Künstler und deren Werke im Arsenale: Sam Durant, Jaan Toomik, Amelie von Wulffen, Thompson Cheyney, Eva Koch, Colin Darke, Aida Ruilova, Liu Zheng, Enrico David, Magnus von Plessens, Doron Solomons, Sizuka Yakomizo, Laura Maria May, Hanna Greely, Mircea Cantor, Harkan Gursoytrak, Flavio Favelli, Nobuko Tsuchiya, Paulina Olowska, Monika Sonowska, Avner Ben Gal, Michael Helfman, Tatian Trouve, Dana Schutz, Ghazel, Bojan Sarcevic, Dryden Goodwin, Jorge Queiroz, Andreas Dem, Anushka Kalenowska, Etti Abergel, Francisco Tropa

### Ausstellungsthema: Bruchlinien – Kunst aus Afrika: „Fault Lines“, kuratiert von Gilan Tawadros
Wenn sich eine Kontinentalplatte bewegt, kann man die Bruchlinien eines Grabens genau beobachten. „Fault Lines“ („Bruchlinien“ bzw. „Störungslinien“) nennt sich an der Biennale 2003, die von Gilan Tawadros kuratierte Schau über „zeitgenössische afrikanische Kunst und sich verschiebende Landschaften“.
Künstler im Arsenale: Moshekwa Langa, Frank Bowling, Rotimi Fani-Kay-Ode, Hassan Fathy, Samita Benjahia, Laylah Ali, Kader Attia, Wael Shawky, Sabah Naim, Zarina Bhimji, Salem Mekuria, Noataz Nasr, Clifford Charles

### Ausstellungsthema: Individuelle Systeme – „Individual Systems“, kuratiert von Igor Zabel.
Die von Igor Zabel kuratierte Ausstellung „Individual Systems“ innerhalb der 50. Biennale von Venedig zum Thema „Dreams and Conflicts: The Dictator-ship of the Viewer“ ist ein Versuch, diese Frage nach „politisch engagierter Kunst“ zu beantworten. Für Igor Zabel liegt die Antwort dabei ganz klar in einer autonomen Kunst bzw. in einer künstlerischen Autonomie, die jedoch durch einen ihr inhärenten Selbst- und Fremdbezug (Luhmann) eine reflexive, kritische Position zu der sie umgebenden Welt einnimmt. Für „Individual Systems“ wurden 15 künstlerische Positionen zusammengestellt, die sich mit dem Begriff des Systems auseinandersetzen.
Künstler im Arsenale: Simon Starling, Miladen Stilinovic, Josef Dabernig, Andre Schilling, Viktor Alimpiev, Marko Peljhan, Roman Opalka, Florian Pumhösl, Luisa Lambri, Pavel Mrkus, Miriam Eisach, Yuri Leiderman, Nahum Tevet, Andrei Monastirski, Künstlergruppe IRWIN

### Ausstellungsthema: Zone der Dringlichkeit – „Zone of Urgency“, kuratiert von Hou Hanru
Das Thema der Dringlichkeit wird von Hou Hanru direkt aus dem urbanen Raum hergeleitet, eine Verstädterung und eine Erweiterung des städtischen Raumes erfordern schnelle Antworten, die man nicht allein der politischen Ebene überlassen sollte. Globaler Wettbewerb, Ökonomie hätte in diesem Fall immer den Vorrang, allerdings wären ausschließlich kunstimmanente Antworten ebenfalls keine ausreichende Lösung.
Künstler im Arsenale: Sora Kim & Gimhongsoh, Surasi Kusolwong, Alfredo Juan Aquilizan & Maria Isabel Aquilizan, Heri Dono, Adel Abdessened, Gu Dexin, Shulea Cheang, Huang Yong Ping, Atelier Bow-Wow & Momoya Kaijima, Wong Hoycheong, Joo Jae-Hwan, Jun Nguyen-Hatsushiba, Yan Pei-Ming, Tadaso Takamine

### Ausstellungsthema: Die Struktur des Überlebens – „The Structure of Survival“, kuratiert von Carlos Basualdo
Basualdos hauptsächliches Thema ist das Phänomen der Krise einer unvorhersehbaren Situation, die auf sozialen Beziehungen beruht. Die Intension des Kurators liegt nicht unbedingt und ausschließlich auf sozial engagierter Kunst, die messbare Resultate einer nahen Veränderung produziert. Vielmehr geht es um die Autonomie des Subjektes. Ein kleiner Höhepunkt sind unbestritten die Werke des Helio Oiticica, die ein wenig abseits in einer unscheinbaren Halle zu finden sind.
Künstler im Arsenale: Rachel Harrison, Pedro Reyes, Robert Smithson, Paola di Bello & Armin Linke, Olumuyiwa Olamide Osifuye, Jeebesh Bagchi, Monica Narula, Carolina Caycedo, Hélio Oiticica, Koo Jeong-A, Ferunda Gomes, Yona Friedman, Alexandre da Cunha, Dolores Zinny/Juan Maidagan, Gertrud Goldschmidt, Mikael Levin, Meyer Vaisman, Marcos Reis Peixoto, Antonio Ole, Jose Antonio Herandez-Dietz, Özge Acykkol, Andreas Siekmann, Alice Creisher

### Ausstellungsthema: Zeitgenössische Arabische Repräsentationen – „Contemporary Arab Representations“, kuratiert von Catherine David
Die Ausstellung ist reduziert auf insgesamt sechs Projektionen, die sich auf vier Leinwänden reflektieren, Auslage eines Buches zum Thema sowie einer Bücherecke. Die Kuratorin versteht diese Darstellung weniger als ausgesprochene „Ausstellung“, sondern eher als ein Projekt von Projekten, zu dem die beteiligten Autoren verschiedene Arbeiten beigetragen haben. Die mediale Reduzierung ist ausgesprochen gewollt und in spezieller Weise auch berechtigt da sich das Ausstellungsprojekt darin wieder findet.
Künstler im Arsenale: The Atlas Group / Walid Raad, Taysir Batnij i, Tony Chakar, Bilal Khbeiz, Randa Shaath, Paola Yacoub/Michel Lasserre

### Ausstellungsthema: „Utopia Station“
Die französischen Künstlergruppe „Amicale de Temoins“ initiiert im Garten der Utopia Station, in einer Ecke des Arsenale Hundegebell, welches einen Einbruch der Realität in die Utopie darstellen soll. Ähnlich wie auf der letzten Documenta (11) ist auch dieses Projekt an die letzte Stelle des Ausstellungs-Parcours gerückt um größere Irritationen beim Publikum zu vermeiden. Christoph Schlingensiefs 'Church of Fear', ein ironischer Lichtblick im Utopia-Garten, zeigt dem Publikum eine kleine Holzkirche mit dem „Stellvertreter-Gedanke“, der schon Jesus Christus das Kreuz tragen ließ.
Künstler und deren Werke im Arsenale: Angela Bulloch, Ingar Dragset/Michael Elmgreen, Liam Gillick, Hans Peter Feldmann, Agnès Varda, Michelangelo Pistoletto, Pash Buzari/Olafur Eliasson, Manfred Pernice/Sean Snyder, Yoko Ono, Tacita Dean, Atelier van Lieshout, Franz West, Leif Elggren, Tobias Rehberger, Christoph Schlingensief, Alicia Framis
Die Kuratierung erfolgte durch Molly Nesbit, Hans Ulrich Obrist und Rirkrit Tiravanija.

### Ausstellungsthema: „The Everyday Altered“
Ein Alltag der Empfindungen zeigt sich als paradoxes Etwas, das sich jenseits dessen wieder findet, was sichtbar ist. Wenn wir etwas als „Kunstwerk“ bezeichnen ist es nichts anderes als eine umfassende, zum Teil komplexe Konfiguration von Zeichen. Jeder einzelne Betrachter ist in der Lage diese Zeichen auf seine eigene Weise zu kombinieren. Jede Kombination wiederum kann etwas anderes bedeuten und dennoch gibt es Übereinstimmungen und Parallelen. Ein Sinn, der vom Empfundenen in keiner Weise zu trennen ist.
Künstler im Arsenale: Damián Ortega, Jean Luc Moulene, Abraham Cruzvillegas, Fernando Ortega, Daniel Guzman
Die Kuratierung erfolgte durch Gabriel Orozco.

## Die Länderpavillons

### Ägypten: Giardini Länderbeitrag
- Ahmed Nawar

### Armenien: Länderpavillon
- David Kareyan

### Australien: Länderbeitrag
- Patricia Piccinini[13]

### Belgien: Pavillon
- Sylvie Eyberg[14]
- Valerie Mannaerts[15][16][17]

### Brasilien: Länderpavillon
- Beatriz Milhazes[18][19]

### Dänischer Pavillon
- Olafur Eliasson[20]

### Deutscher Pavillon
- Martin Kippenberger und Candida Höfer[21][22][23][24]

### Estland: Länderpavillon
- Marko & Kaido (Marko Mäetamm Ole)[25]

### Frankreich: Länderbeitrag
- Jean-Marc Bustamante[26]

### Georgien: Giardini Länderbeitrag
- Tea Gvetadze[27]

### Griechenland: Giardini Länderbeitrag
- Athanasia Kyriakakos[28]

### Großbritannien: Länderpavillon
- Chris Ofili[29]

### Iran: Länderpavillon
- Ahmad Nadalian
- Behrooz Daresh[30]

### Island: Giardini Länderbeitrag
- Rüri[31]

### Israel: Giardini Länderbeitrag
- Michal Rovner[32]

### Japan: Länderbeitrag
- Motohiko Odani[33]

### Jugoslawien (Serbien und Montenegro), Länderpavillon
- Milica Tomic

### Kanada: Länderpavillon
- Jana Sterbak[34]

### Kroatien: Länderbeitrag
- Ana Opalic

### Luxemburg: Länderpavillon
- Su-Mei Tse[35]

### Mazedonien/Zypern: Länderpavillon
- Vana Urosevitch (Mazedonien)
- Nikos Charalambidis (Zypern)

### Neuseeland: Länderpavillon
- Michael Stevenson[36]

### Niederlande: Länderpavillon
- Erik van Lieshout
- Carlos Amorales
- Alicia Framis
- Jeanne van Heeswijk
- Meschac Gaba[37]

### Nordische Länder: Länderpavillons
- Karin Mamma Andersson (Schweden)
- Kristina Braein (Norwegen)
- Liisa Lounila (Finnland)[38]

### Österreich: Pavillon
- Bruno Gironcoli[39]

### Polen: Länderbeiträge
- Stanisław Dróżdż[40]

### Portugal: Länderpavillon
- Pedro Cabrita Reis[41]

### Russland: Länderpavillon
- Sergey Bratkov
- Vladimir Dubossarsky
- Valery Koshliakov
- Constantin Zvezdochotov[42]

### Schweizer Pavillon
- Emmanuelle Antille
- Gerda Steiner/Jörg Lenzlinger[43]

### Singapur: Länderbeiträge
- Tan Swie Hian[44]

### Slowenien / Rumänien: Länderbeiträge
- Ziga Kariz (Slowenien)
- Calin Man (Rumänien)[45]

### Spanien: Länderbeiträge
- Santiago Sierra[46]

### Südkorea: Länderpavillon
- Whang In Kie[47]

### Tschechische und Slowakische Republik: Länderpavillon
- Kamera Skura & Kunst-Fu (Erik Binder und Martin Cervenak)[48]

### Türkei: Länderpavillon
- Nazif Topcuoglu
- Neriman Polat
- Gül Ilgaz[49]

### Ukraine: Länderbeitrag
- Viktor Sydorenko[50]

### Ungarn: Länderpavillon
- Balint Havans/Andras Galik[51]

### Uruguay: Länderpavillon
- Pablo Atchugarry[52]

### USA: Pavillon / Länderbeitrag
- Fred Wilson[53]

### Venezuela: Länderbeitrag
- Pedro Morales[54]

## Die Kuratoren
Carlos Basualdo der gebürtige Argentinier ist Chefkurator am Wexner Center for the Arts in Columbus/Ohio und Co-Kurator der von Okwui Enwezor geleiteten Documenta 11. Kuratierte u. a. die große Retrospektive des brasilianischen Künstlers Hélio Oiticica. Bei der Biennale Venedig 2003 war er für die Ausstellung „La struttura della crisi – The structure of survival“ verantwortlich. Gilane Tawadros ist seit 1994 Direktorin des IVA in London, kuratierte u. a. „Fault Lines“, das vom „Forum for African Arts“ produziert und auf der Biennale 2003 vorgestellt wurde. Catherine David, Direktorin des „Witte de With-Zentrums für zeitgenössische Kunst“ in Rotterdam, 1997 leitete sie die Documenta X. Auf der Biennale 2003 war sie für das „Contemporary Arab Presentations“ – Projekt zuständig, welches sich mit der Realität des Mittleren Ostens auseinandersetzte. Hou Hanru kuratierte für die Biennale Venedig 2003 „Z.O.U. Zone of Urgency“ im Arsenal.